# Stadtbrand in Suhl am 1. Mai 1753
Der Stadtbrand am 1. Mai 1753 richtete in Suhl in der Grafschaft Henneberg im Kurfürstentum Sachsen erheblichen Schaden an, von dem die Stadt sich erst nach einigen Jahren erholte.

## Geschichte
Am 25. April 1753 kam eine unbekannte Frau zum Suhler Archidiakon Dr. Zehner, die ursprünglich zum dortigen evangelischen Superintendenten Müller wollte. Weil aber Müller nicht zu Hause, sondern nach Frauenwald im Thüringer Wald gereist war, wurde die Fremde an Dr. Zehner verwiesen. Sie prophezeite ihm, dass es der Stadt Suhl so ergehen würde, wie der abgebrannten Stadt Ilmenau. Danach verließ sie sein Haus und tatsächlich brach wenige Tage später ein großer Stadtbrand in Suhl aus. Er vernichtete 1432 Häuser. Nach dem Brand gab es etwa 5.000 Obdachlose in Suhl.
Der Stadtbrand war wahrscheinlich unter dem Schindeldach des Büchsenschäfters Hans Eckardt ausgebrochen. Danach ist das benachbarte Schlegelmilchische Haus von den Flammen angegriffen worden und dann erst die umliegenden Häuser. Es gab unterschiedliche Vermutungen zur Brandursache, doch verliefen alle polizeilichen Untersuchungen ergebnislos. Beispielsweise wären unmittelbar vor dem Ausbruch des Feuers den Angaben unterschiedlicher Personen aus Suhl vier Bauern aus Ahlstädt auf dem Dachboden des Eckardtschen Hauses gewesen, um mit Heu zu handeln. Eventuell sei aber auch der Schornstein des Schlegelmilchischen Nachbarhauses, der zum Schindeldach zeigte, Schuld für den Ausbruch des Feuers gewesen. Diese Vermutung wurde aber auch wieder verworfen, denn es konnte nicht nachgewiesen werden, dass der dortige Weinhändler Firnis gekocht, Kuchen gebacken oder in seinem Waschhaus Wäsche gewaschen hatte.
Auch der eigentliche Hausbesitzer Hans Eckardt war verdächtig worden, in seinem Haus Feuer unbeaufsichtigt brennen gelassen zu haben. Er wurde erst durch den Bericht eines Mitgliedes der Suhler Feuerwehr im Juli 1753 entlastet. Als Augenzeuge berichtete der Feuerwehrmann, als er mit der Feuerspitze an Eckarts Haus kam, war das Dach schon weg, unten im Haus wäre aber kein Feuer gewesen. Dahinter hätte jedoch das ganze Schlegelmilchische Haus lichterloh gebrannt und deshalb wurde vermutet, dass dort auch das Feuer entstanden sei. Das Feuer hätte in Schlegelmilchs Haus so gewütet und geblasen, als hätten zehn Blasebälge dahinter gestanden. Aufgrund der Hitze musste damals der Feuerwehrmann weichen. Als er die Feuerspitze herunterziehen wollte, sei sie in Brand geraten und war nicht mehr zu retten. Auch ein anderer Feuerwehrmann sagte damals aus, dass das Feuer wohl eigentlich in Schlegelmilchs Haus entstanden sei. Von Eckarts Haus hätte lediglich das Dach gebrannt. Andere Häuser waren schon abgebrannt, dann erst brannte es bei Eckard auch im Erdgeschoss. Der Besitzer des Schlegelmilchischen Hauses wehrte sich gegen diese Vorwürfe und präsentierte eigene Zeugen.
Im Oktober 1753 wurden die Untersuchungen zum Stadtbrand eingestellt. Beide benachbarte Hausbesitzer Schlegelmilch und Eckard erhielten die staatlichen Vergünstigungen zum Wiederaufbau ihrer Häuser, von denen sie bis zu jenem Zeitpunkt ausgeschlossen gewesen sind.
Nach der oben genannten unbekannten Frau hingegen, die den Stadtbrand prophezeit hatte, wurde gesucht und sie am 4. Mai 1753 in Schleusingen gefunden. Sie begab sich freiwillig in Arrest. Nach erfolgten Verhören und intensiven Untersuchungen kamen Bürgermeister und Rat der Stadt Suhl am 21. Juni 1753 zum Urteil, dass gegen diese Frau nicht der geringste Verdacht wegen der Schuld am Brand in Suhl besteht. Die Frau sei krank. Deshalb wurde sie im Oktober 1753 in das Zucht- und Armenhaus nach Waldheim überwiesen.
Zu den vernichteten öffentlichen Gebäuden zählten neben den Kirchen auch das Amtshaus, das als eines der wenigen Gebäude nicht sofort, sondern erst ab 1810 wiederaufgebaut wurde.